# نوفشاتو (بلژیک)
شهر نوفشاتو (به فرانسوی: Neufchâteau) در شهرستان نوفشتو (بلژیک)  در استان لوکزامبورگ  در منطقه فدرال والوون در کشور بلژیک واقع شده‌است.